# Zotalegun
Zotalegun est le mot basque désignant les douze premiers jours de janvier. On croit que les douze premiers jours représentent les douze mois de l'année, lorsqu'on fait des prévisions météorologiques ou des calculs servant à pronostiquer le temps qui prévaudra chacun de ces mois. D'après ce système le temps qu'il fera le premier jour de l'an sera celui qui prédominera durant tout janvier, pour le second jour ce sera celui de février et ainsi de suite.